# 世界工业设计大会
世界工业设计大会（英文World Industrial Design Conference，缩写WIDC）是由中国工业设计协会联合多所设计组织、机构、企业以及院校等发起的工业设计行业国际会议。

## 历史
2016年12月2日，首届世界工业设计大会在中国良渚梦栖小镇举行。
2018年4月21日，第二届世界工业设计大会在杭州良渚梦栖小镇召开。